# Otto Bartning

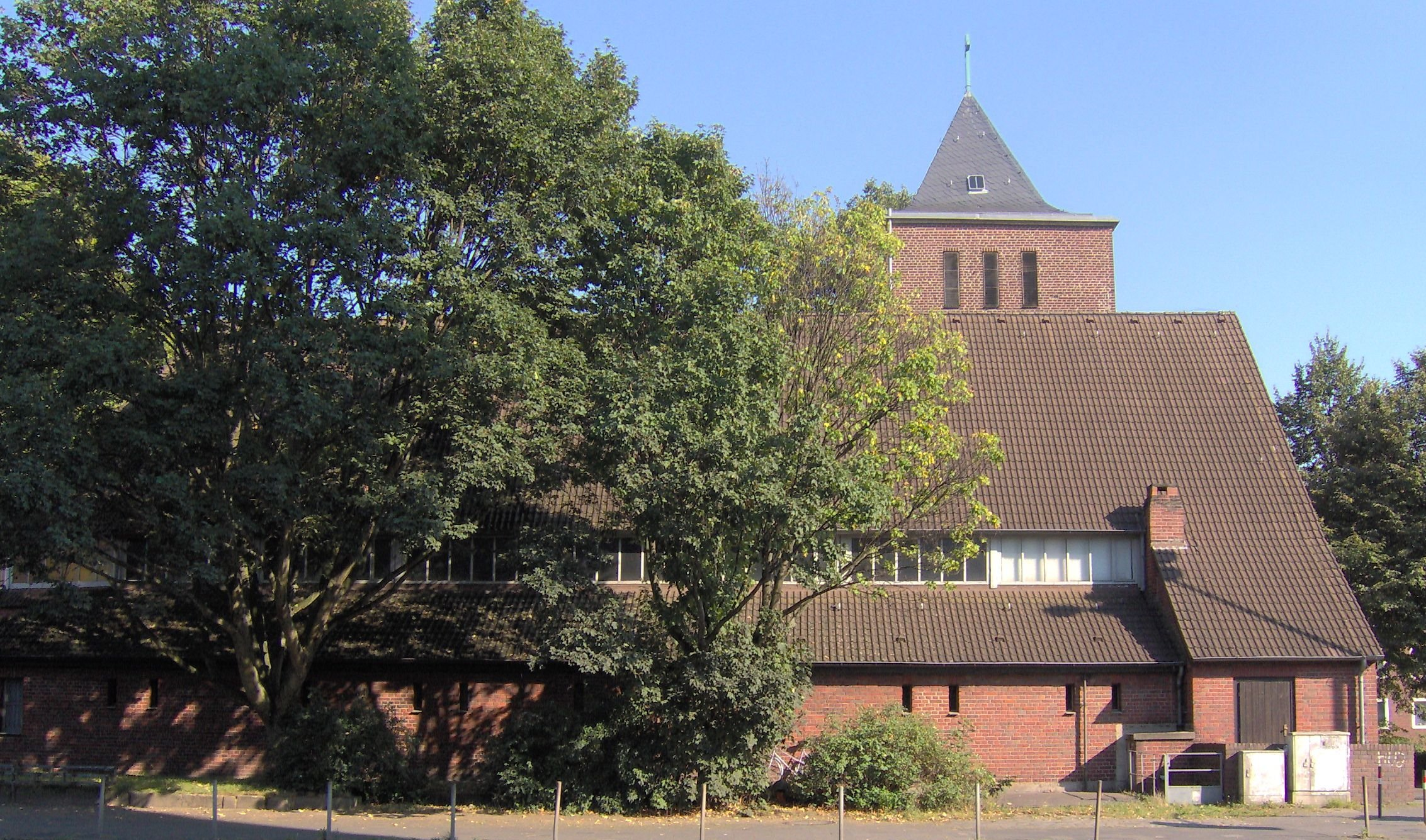
Església a Münster.

Otto Bartning (Karlsruhe, 12 d'abril de 1883 - Darmstadt, 20 de maig de 1959) fou un arquitecte alemany.
Després d'acabar el seu Abitur el 1902 a Karlsruhe es va apuntar al Königlichen Technischen Hochschule de Berlín, el precursor de l'actual Technischen Hochschule. Poc després va començar un viatge al voltant del món que duraria 18 mesos, després del qual va tornar per acabar els estudis a Berlín i Karlsruhe. El 1905, mentre estudiava, va treballar com arquitecte a Berlín.